# Desmiphora jullienae
Desmiphora jullienae là một loài bọ cánh cứng trong họ Cerambycidae.